# Anatoliy Polyvoda
Anatoli Ivanovitch Polivoda (en russe : Анатолий Иванович Поливода, en ukrainien : Анатолій Іванович Поливода), né le 29 mai 1947 à Ienakiieve dans la république socialiste soviétique d'Ukraine et mort le 22 janvier 2024, est un joueur soviétique de basket-ball, évoluant au poste d'ailier fort.

## Biographie
Anatoliy Polyvoda naît le 29 mai 1947 à Yenakiieve. C’est là qu’il a débuté en basket-ball. Le « Builder » de Kiev le recrute en 1964 : avec ce club, il gagne le championnat de l'URSS.

### Carrière
Anatoliy Polivoda joue pour le club Budivelnik depuis 1964. Aux championnats d’URSS, il décroche l'or, deux médailles d'argent et deux médailles de bronze. Il est également Champion du monde (1967) et triple champion d'Europe (1967, 1969, 1971) sous les couleurs de l'Union soviétique. 
Anatoliy Polivoda gagne aussi deux médailles olympiques : de bronze en 1968, et la médaille d’or en 1972.

### Vie privée
Frappé d’un problème de santé avant la finale olympique de 1972, il ne peut y participer et ne sera que spectateur. Plus tard, il apparaît qu'Anatoliy Polyvoda souffre du syndrome congénital de « WPW » : le syndrome de Wolff-Parkinson-White. 
Sa carrière de basketteur se terminant à l'âge de 26 ans, il entreprend donc des études supérieures et est engagé pour plus de dix ans à l'Université de Kiev, au département d'éducation physique.
En 1985, Anatoly Ivanovich subit une intervention chirurgicale qui a notablement réduit ses symptômes.

## Palmarès
- Médaille de bronze aux Jeux olympiques 1968
- Champion olympique 1972
- Champion du monde 1967
- Champion d'Europe 1967
- Champion d'Europe 1969
- Champion d'Europe 1971